# Estado Mayor de la Defensa (España)
El Estado Mayor de la Defensa (EMAD), con sede en Madrid, es un órgano del Ministerio de Defensa que opera como auxiliar del jefe del Estado Mayor de la Defensa (JEMAD) dentro de la estructura orgánica de las Fuerzas Armadas y en posición jerárquica militar de dependencia de aquel. 
El EMAD y sus órganos tienen como objetivos dar apoyo al jefe de Estado Mayor, desarrollar la estrategia militar y diseñar las operaciones militares.

## Historia
El Estado Mayor de la Defensa fue creado en 1984 como un órgano dependiente del jefe de Estado Mayor de la Defensa y que estaba formado por el Cuartel General cuyo único órgano era el Estado Mayor Conjunto de la Defensa. Este Estado Mayor Conjunto era el órgano de trabajo de la Junta de Jefes de Estado Mayor, formada por el JEMAD, el JEME, el JEMA, el AJEMA y el jefe de Estado Mayor Conjunto de la Defensa (JEMACON).
El EMAD y el JEMAD en origen eran prácticamente el mismo órgano, y no fue hasta 2004 que se amplió por primera vez su estructura dependiendo de este no solamente el Estado Mayor Conjunto de la Defensa (del que dependía el CIFAS) sino también el Mando de Operaciones.
En el año 2005, el EMAD adquiere su relevancia actual, considerándolo la Ley Orgánica de Defensa Nacional como un «órgano auxiliar de mando y apoyo al Jefe de Estado Mayor de la Defensa». Esta ley, además, no regulaba a fondo el órgano y daba libertad al JEMAD para estructurarlo de tal forma que «permita la definición y el desarrollo de la estrategia militar, el planeamiento y conducción de las operaciones militares y el ejercicio del resto de sus competencias».
Esto se hizo en un primer momento por la Orden de Defensa 1076/2005 que ampliaba la estructura poniendo bajo su dependencia el Centro de Inteligencia de las Fuerzas Armadas (CIFAS) y multitud de órganos de asistencia, asesoramiento y auxilio, tales como Gabinetes, un equipo legal y diferentes unidades y jefaturas para el desarrollo de las competencias del JEMAD, además de absorber las competencias de la Junta de Jefes de Estado Mayor que desapareció este mismo año.
Posteriormente un Real Decreto de 2014 y una Orden de Defensa de 2015 continúan ampliando y establecen la estructura y funciones actuales.

## Estructura
Está regulado por la Ley Orgánica 5/2005, de 17 de noviembre, de la Defensa Nacional, el Real Decreto 872/2014 y la Orden de Defensa 710/2020. Son órganos básicos del Estado Mayor de la Defensa:
1. El Cuartel General del Estado Mayor de la Defensa.
  1. El Estado Mayor Conjunto de la Defensa.
  2. La Jefatura de Recursos Humanos.
  3. Los órganos de apoyo al mando, de asistencia y de servicios generales.
    1. El Gabinete del JEMAD.
    2. El Gabinete Técnico del JEMAD.
    3. La Secretaría Permanente del Consejo de Jefes de Estado Mayor.
    4. La Asesoría Jurídica.

  4. La Jefatura de Asuntos Económicos.
2. El Mando de Operaciones.
3. El Centro de Inteligencia de las Fuerzas Armadas.
4. El Mando Conjunto del Ciberespacio.
5. El Centro Superior de Estudios de la Defensa Nacional
6. Organizaciones operativas permanentes.
  1. El Mando Operativo Terrestre (MOT).
  2. El Mando Operativo Marítimo (MOM).
  3. El Mando Operativo Aéreo (MOA).
  4. El Mando Operativo Espacial (MOESPA).
  5. El Mando Operativo Ciberespacial (MOC).
7. Los órganos nacionales militares relacionados con organizaciones internacionales o multinacionales
  1. Las representaciones militares ante las organizaciones internacionales de seguridad y defensa.
  2. Los elementos nacionales, los elementos nacionales de apoyo y los contingentes nacionales integrados en organizaciones internacionales y multinacionales.[7]
    1. Elemento Nacional del Centro de Operaciones Aéreas Combinas de Torrejón (CAOC TJ).
    2. Elemento Nacional del Centro Excelencia Contra Artefactos Explosivos Improvisados (CoE C-IED).

Sus fines son la asistencia al Presidente del Gobierno y al Ministro de Defensa, el mando de la estructura militar, la dirección de las operaciones militares, la planificación y acción conjunta de las Fuerzas Armadas y las acciones multinacionales, así como la coordinación de los jefes de Estado Mayor del Ejército de Tierra, de la Armada y del Ejército del Aire y del Espacio.